# جورج بيركنز
جورج بيركنز (1864 - 4 يوليو 1933)  (بالإنجليزية: George Perkins)‏ هو لاعب كريكت بريطاني (وحمل سابقاً جنسية المملكة المتحدة لبريطانيا العظمى وأيرلندا).